# مركز قانون الحاجة الجنوبي
مركز قانون الحاجة الجنوبي (SPLC) هي منظمة أمريكية شرعية غير ربحية متخصصة في حقوق المواطنين ودعاوى الرأي العام. قد اشتهرت بانتصاراتها القانونية ضد سيادة البيض، وتمثيلها القانوني لضحايا مجموعات الكراهية، وتصنيفها للميليشيات والمنظمات المتطرفة، وبرامجها التثقيفية لنشر التسامح.
وكذلك قام المركز بتصنيف المجاميع ومنظمات الكراهية التي تقوم بمهاجمة وشتم صنف كامل من المجتمع، عادة الذين يختلفون عن خصائصهم الغير قابلة للتغير." قائمة المجاميع الكارهة التي اعدها المركز تحتوي على نوع من التناقض. تضمنت إستراتيجية رفع الدعاوى في المركز رفع دعاوى مدنية بالتعويض نيابة عن ضحايا مضايقات المجاميع الكارهة، وتهديداتهم والعنف الممارس بهدف استنزاف الموارد المالية للمجاميع والاشخاص المسؤولة. بينما في الواقع كانت مركزة على الكو كلوكس كلان ومجاميع الفوقية للبيض، على مر السنوات أصبح المركز يشمل قضايا حقوق مدنية أخرى، من بينهم قضايا الفصل والتمييز العنصري، التمييز المسند على التوجه جنسي، سوء معاملة الأجانب، والفصل بين الكنيسة والدولة.
مركز قانون الحاجة الجنوبي لا يقبل أي تمويل حكومي، ولا تقبل ان تاخذ عمولة الأجور القانونية من زبائنها ولا تتشارك الأحكام المكافئة من المحكمة. اغلب تمويل المركز المادي يكون من البريد المباشر لجمع التبرعات؛ الذي ساعد المركز في بناء احتياطات نقدية كبيرة. طلب جمع التبرعات وتخزين الاحتياطات النقدية كانت موضوعاً لبعض الانتقادات.